# كاثرين نيلسون
كاثرين نيلسون (بالإنجليزية: Katherine Nelson)‏ هي عالمة نفس أمريكية، ولدت في 1930، وتوفيت في 10 أغسطس 2018.